# 阿部襄
阿部 襄（あべ のぼる、1907年6月10日 - 1980年4月22日）は、山形県出身の動物学者・生態学者。山形大学名誉教授。理学博士。
1907年、山形県飽海郡松山町生まれ。阿部富太郎とゆきの長男である阿部一郎の長男。叔父（父の弟）に、哲学者・美学者の阿部次郎、陸軍軍人・実業家の堀三也、動物学者の阿部余四男、日本史学者の竹岡勝也らがいる。
旧制山形高等学校を経て、1931年に東北帝国大学理学部生物学科卒業。1941年に「潮間帯ならびに浅海にすむ数種の無脊椎動物に関する生態学的研究」で東北帝国大学より理学博士の学位を授与。師道大学教授、山形県立農林専門学校教授、山形大学農学部教授を歴任。

## 人物
戦前、日本学術振興会研究員として「パラオ熱帯生物研究所」に派遣されてサンゴなどの研究を行なった生物学者・生態学者であり、戦時中は満州産ドブガイなどの研究を行ない(阿部襄 1943)、終戦を吉林市で迎え(阿部襄 1970)、のちに山形大学農学部応用動物学研究室教授、山形大学名誉教授となった。祖父は七郎右衛門、祖母はわかで、「阿部記念館」に祖父母の写真があるという。

## 著書
- 阿部襄『南洋紀行・珊瑚礁と貝』フタバ書院成光館、1943年。

- 阿部襄『吉林の終戦』牧書店〈新少年少女教養文庫 34〉、1970年。

- 阿部襄『貝の科学』（改版）アリス館牧新社〈ブルー・シリーズ 3〉、1975年。

## 論文
- 国立情報学研究所収録論文 国立情報学研究所

- 阿部襄 (1943), “滿洲産ドブガヒの生態學的觀察”, 動物学雑誌 55 (2):  69

- 太田嘉四夫; 深田祝; 山本護太郎; 弘田礼一郎; 倉沢秀夫; 三好保徳; 岡田弥一郎; 阿部襄; 岸岡務 (1959), “綜合討論(生態・分類)”, 動物学雑誌 68:  103

- 大串竜一; 澄川精吾; 阿部 襄 (1954), “笠貝の帰家習性について(生態・動物地理)”, 動物学雑誌 63 (3):  96-97

## 賞詞
- 第12回（1965年）産経児童出版文化賞：「貝の科学」（著/阿部襄：牧書店）